# Andinsk sothöna
Andinsk sothöna (Fulica ardesiaca) är en fågel i familjen rallar inom ordningen tran- och rallfåglar.

## Utseende
Andinsk sothöna är en rätt stor sothöna med för släktet typiska mörka dräkten. Den förekommer i tre former, vanligen med mörkröd pannsköld och gulaktig näbb, men fåglar med vita eller ljusgula pannskölder med vitaktig näbb förekommer också. Benen är grönaktiga och tydligt kortare än hos jättesothönan som den förekommer jämsides med vid vissa sjöar.

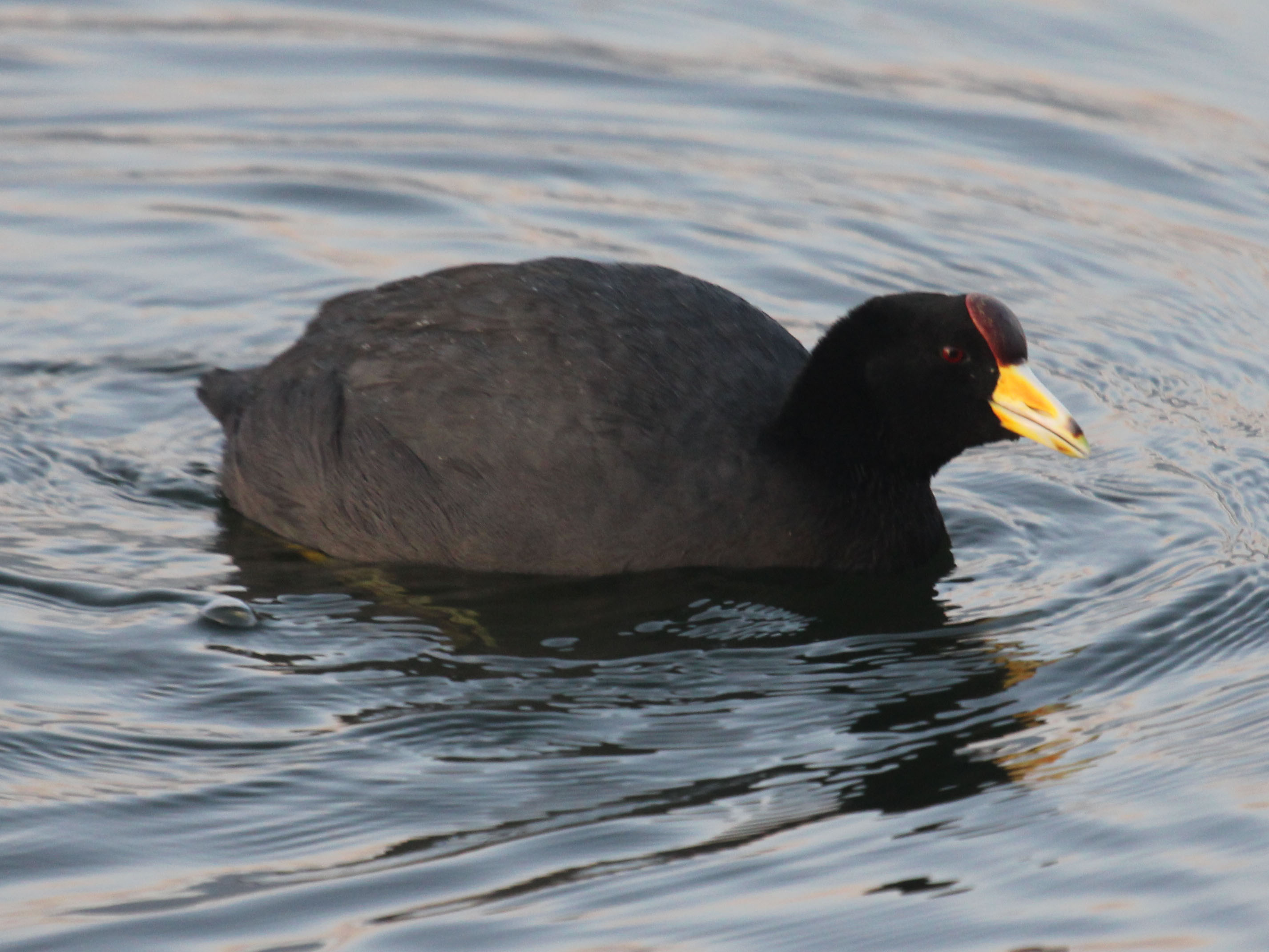
Andinsk sothöna av formen med den mörkröda näbbskölden.

## Utbredning och systematik
Fågeln förekommer i Anderna och delas in i två underarter med följande utbredning:
- Fulica ardesiaca atrura – södra Colombia till nordvästra Peru
- Fulica ardesiaca ardesiaca – centrala Peru till norra Chile och nordvästra Argentina

## Levnadssätt
Andinsk sothöna är en vida spridd fågel som hittas i floder, våtmarker och flodmynningar, i bergstrakter i Anderna men även i intilliggande kustnära låglänta områden.

## Status och hot
Artens världspopulation är okänd, liksom dess utveckling. Den har dock ett stort utbredningsområde. Utifrån dessa kriterier kategoriserar IUCN arten som livskraftig (LC).

## Bilder

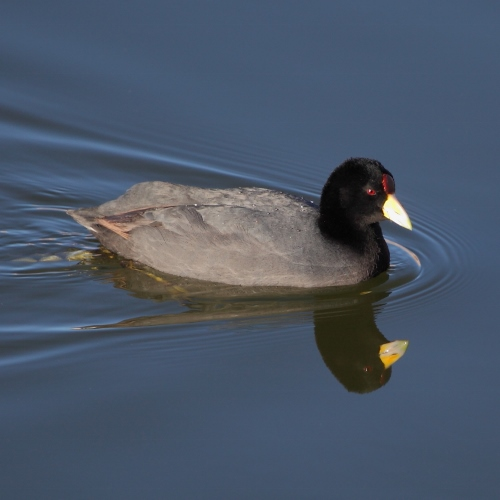
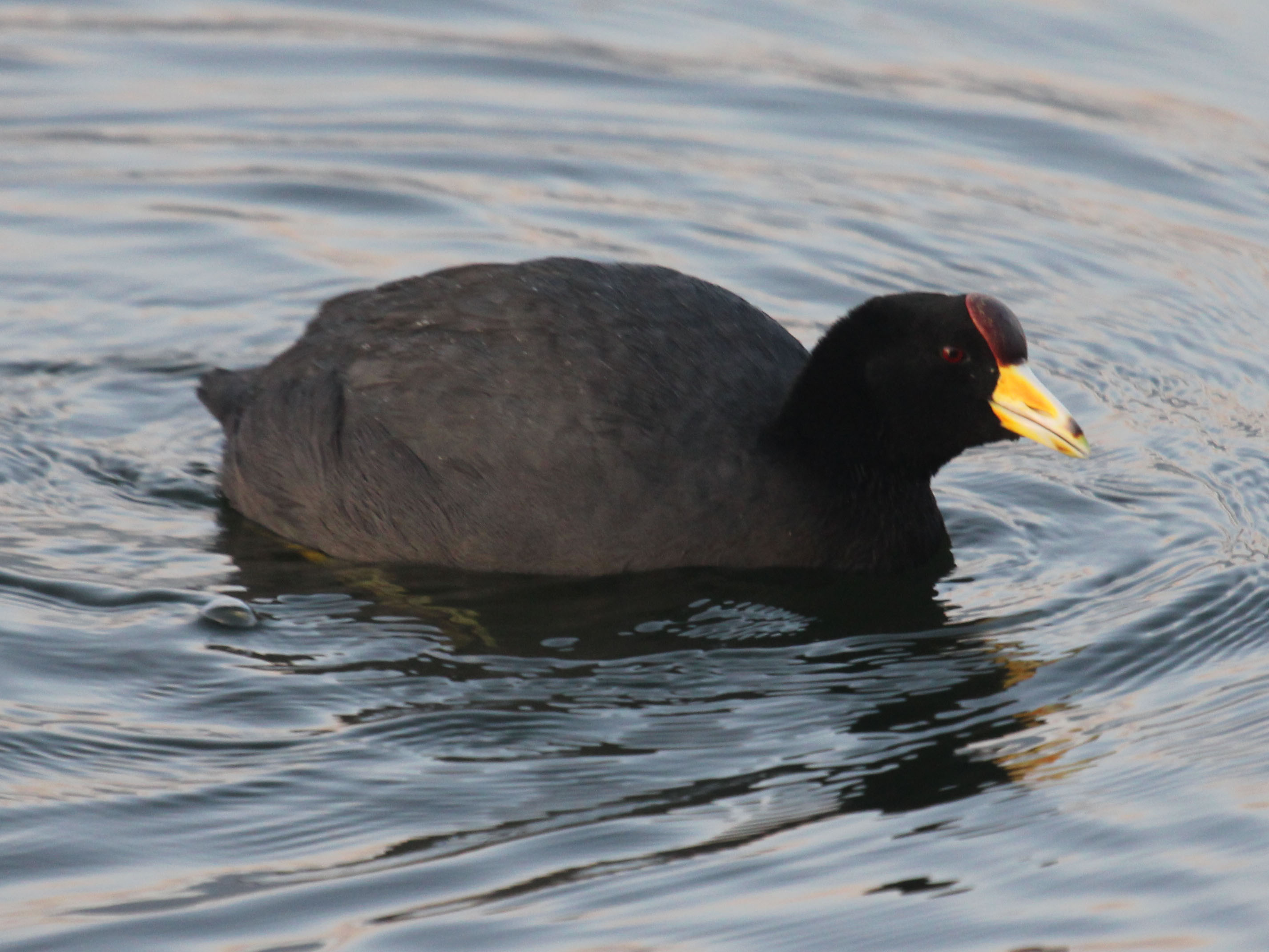